# Maciej Nowicki (architekt)

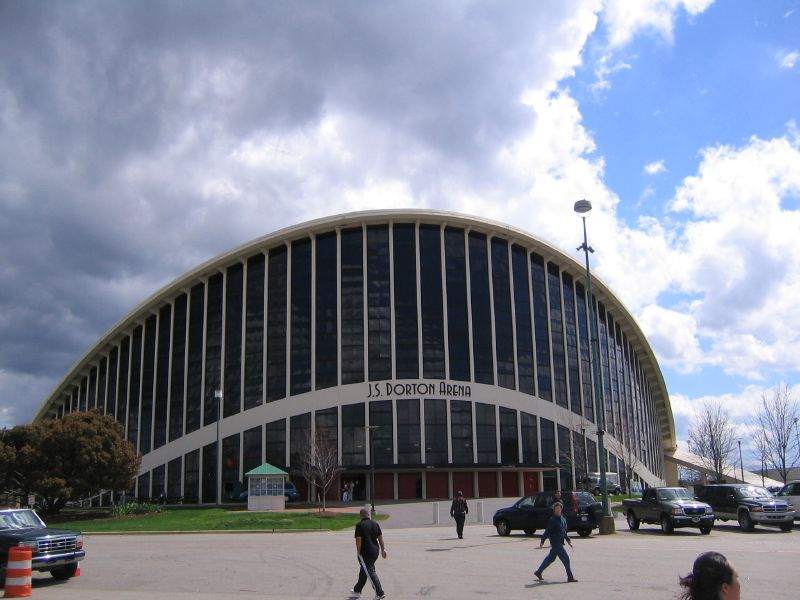
Dorton Arena w Raleigh zaprojektowana przez Macieja Nowickiego

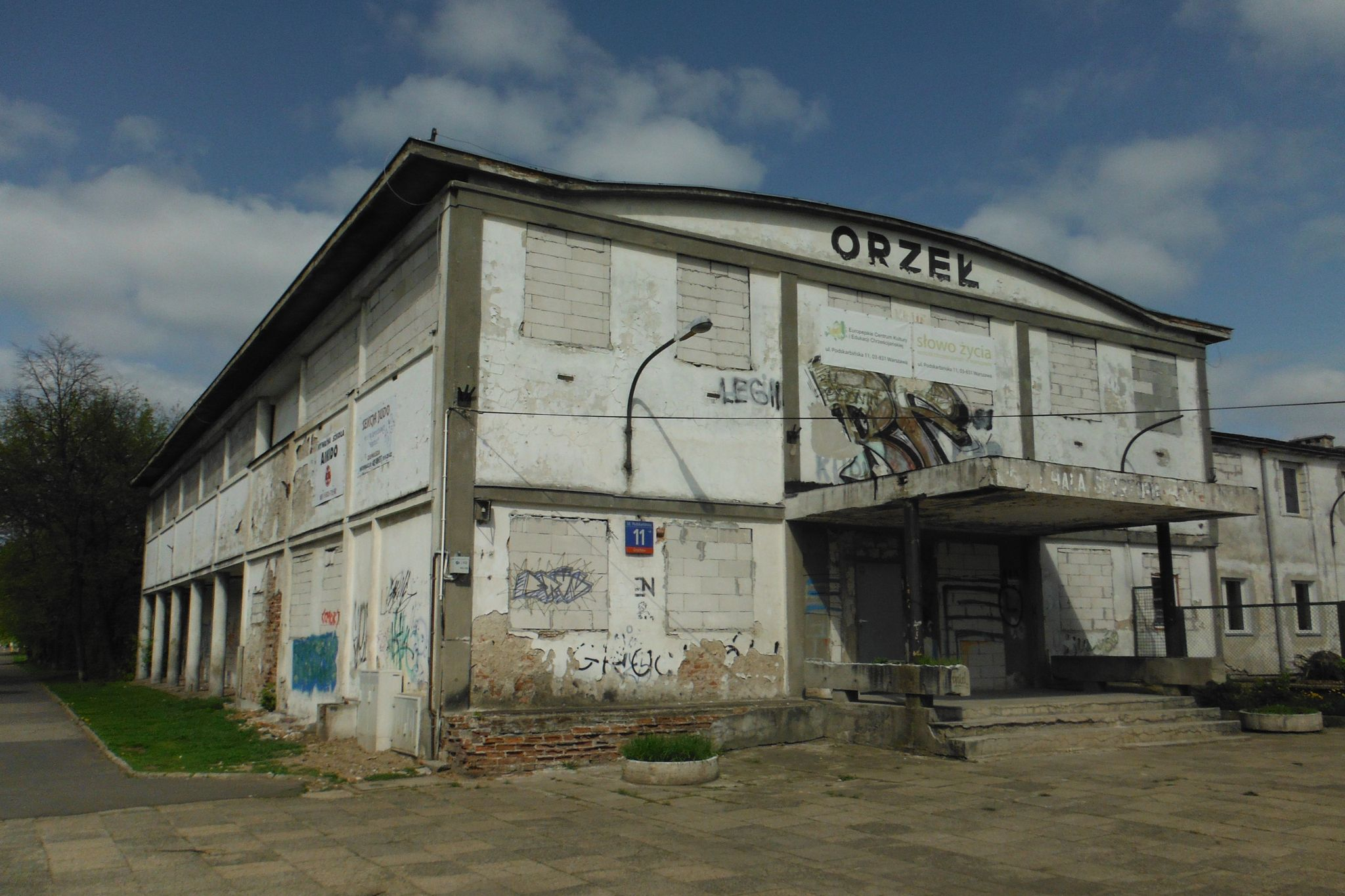
Zabytkowa hala sportowa przy ulicy Podskarbińskiej w Warszawie

Maciej Nowicki, Matthew Nowicki (ur. 26 czerwca 1910 w Czycie w Kraju Zabajkalskim na Syberii, zm. 31 sierpnia 1950 na Pustyni Libijskiej koło Wadi an-Natrun w Egipcie) – polski architekt i rysownik.
Autor nowatorskiej hali wystawowej, znanej w Polsce jako Paraboleum (obecnie hala widowiskowo-sportowa J.S. Dorton Arena) w Raleigh, zbudowanej po jego śmierci w 1952 roku. Kierował Wydziałem Architektury North Carolina State University.
Zginął w katastrofie lotniczej samolotu Lockheed L-749A Constellation linii lotniczych TWA (lot rejsowy nr 903) wracając z Indii, gdzie projektował nowe miasto Czandigarh.

## Życiorys
Urodził się na Syberii w obecnym mieście obwodowym Czyta, jako syn szlacheckiej rodziny. Jego ojciec był konsulem II Rzeczypospolitej w Chicago w 1920 roku. Wychował się w Krakowie i Warszawie. W latach 1922–1927 uczył się w Gimnazjum im. Stefana Batorego w Warszawie, w 1928 roku zdał maturę w Krakowie. W 1936 roku obronił dyplom na Wydziale Architektury Politechniki Warszawskiej. W latach 1937–1939 starszy asystent w Katedrze Projektowania Architektonicznego tamże.
Razem ze swoją przyszłą żoną (ślub w 1938 roku) Stanisławą Sandecką zdobył szerokie uznanie za rysunek podczas studiów na Wydziale Architektury Politechniki Warszawskiej w latach 1928–1936. Oboje byli uważani za czołowych rysowników przedwojennej Polski. Wspólnie wygrali kilka konkursów architektonicznych, odbyli staż u Le Corbusiera. Zaprojektowali i wybudowali m.in. modernistyczny Dom Wycieczkowy w Augustowie (dzisiejszy Zajazd „Hetman”).
Pierwszą jego realizacją w Warszawie była modernistyczna willa z nurtu puryzmu, inspirowana twórczością Le Corbusiera, zaprojektowana dla rodziców, wzniesiona w latach 1931–1933 przy ul. Daniłowskiego 45. Charakteryzowała się od frontu czystą, białą, wysoką i prostokątną fasadą z jednym tylko mocnym akcentem okrągłego okna w jej lewym dolnym rogu (po wojnie dom oszpecono przebudową), z tyłu zachowano taras prowadzący do ogrodu. Razem ze Zbigniewem Karpińskim zaprojektował również wielofunkcyjny budynek sportowy dla Klubu Sportowego „Orzeł“ wzniesiony w latach 1938–1939 przy ul. Podskarbińskiej 11.
Walczył w 1939 roku w obronie Polski i podczas okupacji w Armii Krajowej. Prowadził pracownię architektoniczną i uczestniczył w tajnym nauczaniu architektury (m.in. ucząc Małgorzatę Handzelewicz-Wacławek). W 1943 przejął po zmarłym profesorze Rudolfie Świerczyńskim prowadzenie zajęć z projektowania na Wydziale Architektury Wnętrz, działającym oficjalnie w ramach powołanej przez okupantów Państwowej Szkoły Budownictwa i kontynuującym potajemnie tradycje zlikwidowanego Wydziału Architektury Politechniki Warszawskiej.
Tuż po zakończeniu działań wojennych zainicjował stworzenie Pracowni Dyskusji Architektonicznej, działającej w ramach struktur Biura Odbudowy Stolicy. Jej głównym zadaniem była praca badawcza - w ramach prowadzonych studiów powstała niezwykle nowoczesna koncepcja zagospodarowania śródmieścia Warszawy: stołecznego city skomponowanego z wolnostojących budynków biurowych i handlowych o zróżnicowanej różnej skali. Osią założenia miały być Aleje Jerozolimskie, określane przez Macieja Nowickiego mianem „teatru życia śródmiejskiego”. W tym samym czasie Nowicki uczestniczył także w pracach projektowych  dotyczących odbudowy wsi Piaseczno jako wsi doświadczalnej.
Po wyjeździe z Polski jesienią 1945 roku (M. Nowicki jako attaché kulturalny w polskim konsulacie w Chicago), osiedlili się w Nowym Jorku. Tam podjął współpracę jako visiting critic w Pratt Institute i uczestniczył w projektowaniu powstającego nowojorskiego centrum ONZ. Tam też zetknął się ze znanym historykiem i krytykiem Lewisem Mumfordem, który polecił Polaka na stanowisko tymczasowego szefa Szkoły Projektowania (Acting Head of the School of Design) North Carolina State College w Raleigh (obecnie North Carolina State University), a jego żona, w USA znana jako Stanislawa Nowicki, została tamże assistant visiting professor (profesor wizytującą), przed podjęciem kariery naukowej, trwającej aż do emerytury na Uniwersytecie Pensylwanii w Filadelfii.
W 1949 roku poznał i zaprzyjaźnił się z Eero Saarinenem. Razem wykonali szkice projektowe kampusu Uniwersytetu Brandeisa.
Po odmowie powrotu do Polski w PRL wydano na niego „wyrok cywilny”, polegający na wykreśleniu jego nazwiska z publikowanych w tym okresie w kraju historii polskiej architektury. Przywrócili pamięć o nim Rosjanie, proponując jego biografowi – Tadeuszowi Baruckiemu wydanie niewielkiej popularnej publikacji o nim, która ukazała się w ZSRR w 1975 roku.
Zginął 31 sierpnia 1950 roku w katastrofie lotniczej podczas lotu rejsowego TWA nr 903 na trasie Bombaj – Kair – Rzym – Nowy Jork. Samolot L-749A rozbił się na Pustyni Libijskiej koło Wadi an-Natrun w Egipcie, podczas awaryjnego lądowania spowodowanego pożarem i odpadnięciem silnika nr 3. Było 55 ofiar (wszyscy na pokładzie: 7 członków załogi, 48 pasażerów).

## Grób

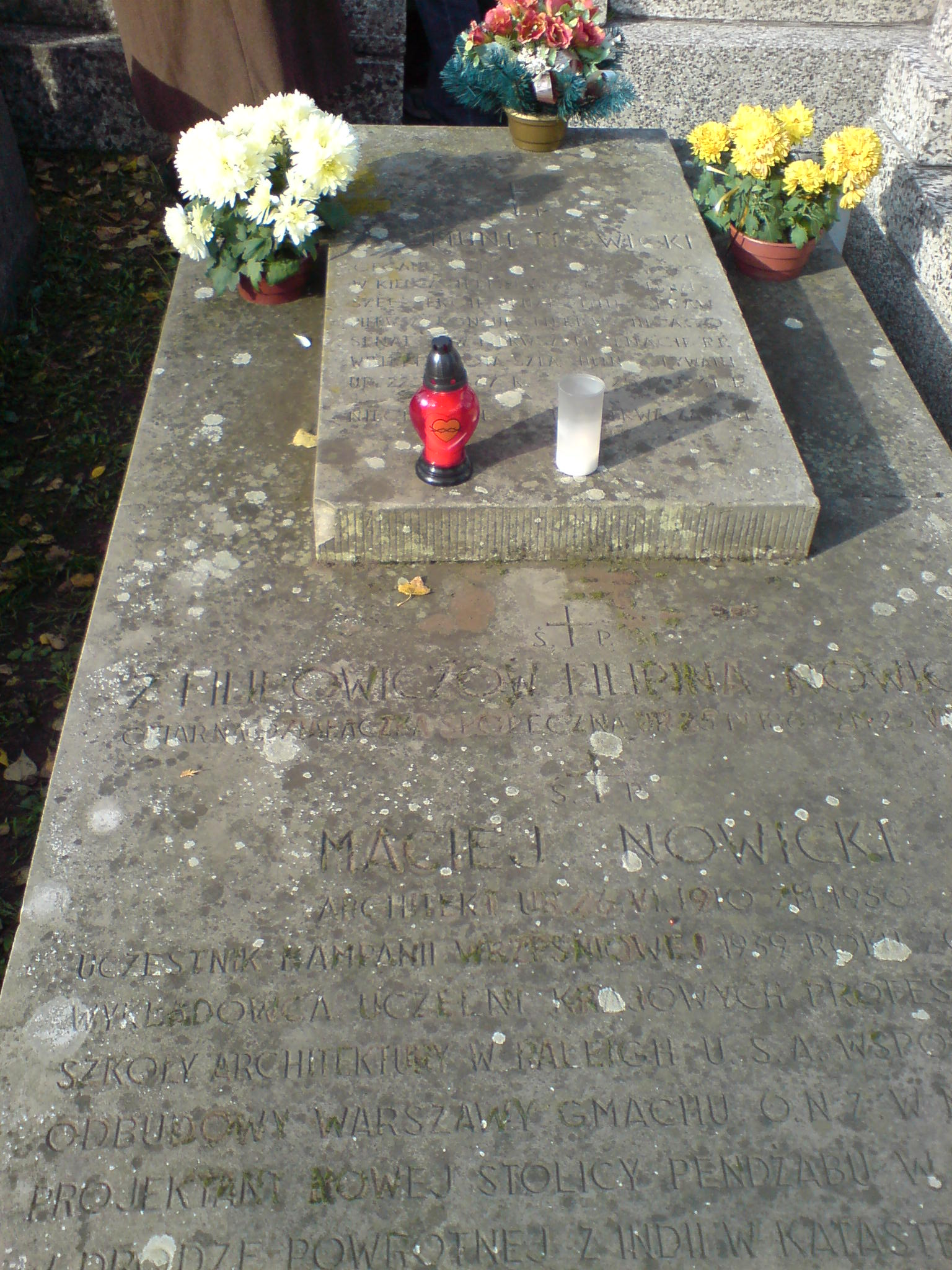
Symboliczny grób na warszawskim cmentarzu Wawrzyszewskim, 1 listopada 2008

Symboliczny grób Macieja Nowickiego znajduje się na warszawskim cmentarzu Wawrzyszewskim na Bielanach. Znajduje się on w alei prowadzącej na wprost od bramy głównej przy ulicy Wólczyńskiej, 40 m od bramy, po prawej, w kwaterze 4A. Na grobie jest nieaktualny napis, że samolot, którego Nowicki był pasażerem, rozbił się w nieznanym miejscu.

## Wybrany przedwojenny dorobek graficzny wspólny z żoną, Stanisławą Sandecką
plakaty
- do eksperymentalnego filmu „Bal młodej architektury” (1934)
- „Denaturat – Czystość, oszczędność” (1934)
- „Polska Państwowa Loteria Klasowa (1934)
- „Trójkąt w kole wełna to gwarancja pełna” (1934)
- „Dziesięciolecie Polskiego Związku Przeciwgruźliczego 1924–1934” (z A. Bowbelskim) (1934)
- „Polski Związek przeciwgruźliczy chroni” (1935)
- „Wszyscy do walki z gruźlicą” (1938)
- „Zlot młodzieży polskiej z zagranicy” (1935)